# 斯普利特美术馆
斯普利特美术馆 ,是克罗地亚斯普利特的一座美术馆，包括14世纪至今的藏品，提供当地艺术发展的概览。美术馆成立于1931年，设有绘画和雕塑作品的永久展览，包括克罗地亚主要艺术家马托·塞莱斯廷·梅多维奇、布兰夫·德斯科维奇等人的作品。美术馆还收藏了大量圣像画，并举办当代艺术家作品的特别展览。
2009年，该博物馆搬迁至斯普利特旧医院大楼的新房舍，全面翻新以提供完全现代化的展览空间。